# Bifarinella
Bifarinella es un género de foraminífero bentónico de la familia Pavoninidae, de la superfamilia Buliminoidea, del suborden Buliminina y del orden Buliminida. Su especie tipo es Bifarinella ryukyuensis. Su rango cronoestratigráfico abarca desde el Pleistoceno hasta la Actualidad.

## Discusión
Clasificaciones previas incluían Bifarinella en el suborden Rotaliina del orden Rotaliida.

## Clasificación
Bifarinella incluye a las siguientes especies:
- Bifarinella robusta
- Bifarinella ryukyuensis